# Зразок 47
«Зразок 47» (англ. Item 47) — американський короткометражний фільм 2012 року, створений Marvel Studios і випущений компанією Walt Disney Studios Home Entertainment разом із домашнім релізом «Месників». Це третій фільм із серії Marvel One-Shot, який тематично пов’язаний із подіями кіновсесвіту Marvel (КВМ) та слугує спінофом до «Месників» (2012). Режисером стрічки виступив Луїс Д’Еспозіто, сценаристом — Ерік Пірсон. У головних ролях знялись Ліззі Каплан, Джессі Бредфорд, Максиміліано Ернандес і Тітус Веллівер. Ернандес повернувся до ролі агента Джаспера Сітвелла, яку він виконував і в основних фільмах КВМ.
«Зразок 47» безпосередньо вплинув на створення телесеріалу «Агенти Щ.И.Т.» — голова Disney Боб Айґер дав «зелене світло» проєкту після перегляду фільму. У травні 2013 року серіал офіційно було затверджено.

## Сюжет
Нью-Йорк після навали чітаурі. Подружжя невдах — Бенні та Клер — знаходять покинуту інопланетну зброю, позначену як «Зразок 47», і починають використовувати її для пограбувань банків. Їхні дії привертають увагу Щ.И.Т., яка доручає агентам Джасперу Сітвеллу та Феліксу Блейку вистежити порушників і повернути зброю. Після знищення мотельного номера та викрадених грошей агенти вирішують не знищувати пару, а запропонувати їм роботу: Бенні потрапляє до науково-дослідної групи Щ.И.Т., а Клер стає асистенткою Блейка.

## Акторський склад
- Ліззі Каплан — Клер Вайз[5]
- Джессі Бредфорд — Бенні Поллак[5]
- Максиміліано Ернандес — Джаспер Сітвелл[5]
- Тітус Веллівер — Фелікс Блейк[5]

## Виробництво
Фільм був знятий за чотири дні й триває 12 хвилин — значно довше за попередні One-Shots. Ідея виникла в Пірсона та продюсера Бреда Віндербаума після перегляду «Месників», коли вони зауважили: «У Нью-Йорку має бути купа покинутої зброї». Спочатку розглядали варіант створити короткометражку про похорон Філа Колсона, однак вирішили не використовувати цього персонажа втретє поспіль після двох попередніх One-Shots. Композитором виступив Крістофер Леннерц. Прем'єра фільму відбулася 25 вересня 2012 року як частина Blu-ray-релізу «Месників». Згодом його включили до «Друга фаза Кіновсесвіту Marvel: Колекція» (2015), яка містить усі фільми фази та One-Shots, із коментарями від режисера, акторів і продюсерів. З 21 січня 2022 року «Зразок 47» доступний на Disney+.

## Сприйняття
Критики висловились переважно схвально. Collider назвав стрічку «безглуздою», однак CraveOnline відзначив хорошу гру Каплан і Бредфорда. Superhero Hype! вважає «Зразок 47» найкращим з усіх One-Shots завдяки збільшеній тривалості, яка дозволила глибше розкрити історію як з боку злочинців, так і з боку Щ.И.Т..